# Österreichische Alpine Skimeisterschaften 1967
Die Österreichischen Alpinen Skimeisterschaften 1967 fanden vom 23. bis zum 26. Februar im Montafon in Vorarlberg statt.

## Herren

### Abfahrt
| Platz | Name               | Zeit        |
| ----- | ------------------ | ----------- |
| 01    | Gerhard Nenning    | 2:02,94 min |
| 02    | Karl Schranz       | 2:03,14 min |
| 03    | Herbert Huber      | 2:03,20 min |
| 04    | Reinhard Tritscher | 2:03,89 min |
| 05    | Erich Sturm        | 2:04,73 min |
|       | Stefan Sodat       | 2:04,73 min |
| 07    | Harald Rofner      | 2:04,80 min |
| 08    | Josef Loidl        | 2:04,96 min |
| 09    | Werner Bleiner     | 2:05,10 min |
| 10    | Hugo Nindl         | 2:05,25 min |

Datum: 24. Februar 1967

Ort: Schruns

Piste: Hochjoch

Streckenlänge: 2780 m, Höhendifferenz: 760 m

Tore: 20

### Riesenslalom
| Platz | Name               | Zeit        |
| ----- | ------------------ | ----------- |
| 01    | Heinrich Messner   | 1:44,72 min |
| 02    | Karl Schranz       | 1:45,36 min |
| 03    | Werner Bleiner     | 1:46,92 min |
|       | Gerhard Nenning    | 1:46,92 min |
| 05    | Stefan Sodat       | 1:48,24 min |
| 06    | Alfred Matt        | 1:48,61 min |
| 07    | Hugo Nindl         | 1:48,62 min |
| 08    | Harald Rofner      | 1:49,01 min |
| 09    | Reinhard Tritscher | 1:50,38 min |
| 10    | Michael Schwaiger  | 1:50,86 min |

Datum: 25. Februar 1967

Ort: Gargellen

Piste: Schafberg

Streckenlänge: 2000 m, Höhendifferenz: 400 m

### Slalom
| Platz | Name               | Zeit        |
| ----- | ------------------ | ----------- |
| 1     | Heinrich Messner   | 1:31,56 min |
| 2     | Gerhard Riml       | 1:32,24 min |
| 3     | Herbert Huber      | 1:33,20 min |
| 4     | Hugo Nindl         | 1:33,46 min |
| 5     | Haidler            | 1:34,53 min |
| 6     | Reinhard Tritscher | 1:35,64 min |

Datum: 26. Februar 1967

Ort: Partenen

### Kombination
Die Kombination setzt sich aus den Ergebnissen von Slalom, Riesenslalom und Abfahrt zusammen.
| Platz | Name               | Punkte |
| ----- | ------------------ | ------ |
| 1     | Hugo Nindl         | 46,180 |
| 2     | Reinhard Tritscher | 62,502 |
| 3     | Alfred Matt        | 80,012 |
| 4     | Erich Sturm        | 88,578 |
| 5     | Josef Loidl        | 88,984 |
| 6     | Gerhard Riml       | 95,374 |

## Damen

### Abfahrt
| Platz | Name              | Zeit        |
| ----- | ----------------- | ----------- |
| 01    | Traudl Hecher     | 1:38,10 min |
| 02    | Bernadette Rauter | 1:39,95 min |
| 03    | Olga Pall         | 1:40,07 min |
| 04    | Ingeborg Jochum   | 1:40,60 min |
| 05    | Elisabeth Pall    | 1:40,84 min |
| 06    | Gertrud Gabl      | 1:41,28 min |
| 07    | Julia Spettel     | 1:41,52 min |
| 08    | Anni Stocker      | 1:42,00 min |
| 09    | Liesl Huber       | 1:42,32 min |
| 10    | Dietlinde Klos    | 1:44,00 min |

Datum: 24. Februar 1967

Ort: Schruns

Piste: Hochjoch

### Riesenslalom
| Platz | Name             | Zeit        |
| ----- | ---------------- | ----------- |
| 01    | Erika Schinegger | 1:23,40 min |
| 02    | Gertrud Gabl     | 1:24,11 min |
| 03    | Ingeborg Jochum  | 1:24,64 min |
| 04    | Traudl Hecher    | 1:24,91 min |
| 05    | Christl Haas     | 1:25,17 min |
| 06    | Olga Pall        | 1:28,28 min |
| 07    | Hiltrud Rohrbach | 1:29,37 min |
| 08    | Dietlinde Klos   | 1:29,99 min |
| 09    | Anni Stocker     | 1:31,81 min |
| 10    | Liesl Huber      | 1:32,97 min |

Datum: 23. Februar 1967

Ort: Gargellen

Piste: Schafberg

Streckenlänge: 1200 m, Höhendifferenz: 300 m

Tore: 46

### Slalom
| Platz | Name             | Zeit        |
| ----- | ---------------- | ----------- |
| 01    | Gertrud Gabl     | 1:33,93 min |
| 02    | Erika Schinegger | 1:36,71 min |
| 03    | Christl Ditfurth | 1:38,56 min |
| 04    | Julia Spettel    | 1:38,69 min |
| 05    | Traudl Hecher    | 1:39,08 min |
| 06    | Ingeborg Jochum  | 1:39,77 min |
| 07    | Olga Pall        | 1:40,11 min |
| 08    | Elisabeth Pall   | 1:40,27 min |
| 09    | Hermine Stiller  | 1:43,60 min |
| 10    | Heidi Koler      | 1:44,93 min |

Datum: 25. Februar 1967

Ort: Partenen

### Kombination
Die Kombination setzt sich aus den Ergebnissen von Slalom, Riesenslalom und Abfahrt zusammen.
| Platz | Name             | Punkte  |
| ----- | ---------------- | ------- |
| 1     | Gertrud Gabl     | 027,790 |
| 2     | Traudl Hecher    | 042,014 |
| 3     | Ingeborg Jochum  | 057,870 |
| 4     | Olga Pall        | 084,976 |
| 5     | Erika Schinegger | 167,730 |
| 6     | Liesl Huber      | 177,584 |